# Seleção Polonesa de Futebol de Areia
A Seleção Polonesa de Futebol de Areia representa a Polônia nas competições internacionais de futebol de areia (ou beach soccer).

## Melhores Classificações
- Copa do Mundo de Futebol de Areia -  11º Lugar em 2006
- Liga Europeia de Futebol de Praia - 3º Lugar em 2006
- Taça da Europa de Futebol de Praia - 5º Lugar em 2007 e 2012